# Ochrodota major
Ochrodota major är en fjärilsart som beskrevs av Rothschild 1910. Ochrodota major ingår i släktet Ochrodota och familjen björnspinnare. Inga underarter finns listade i Catalogue of Life.